# Le chat croque les diamants
Pour les articles homonymes, voir Deadfall.
Cet article concerne le film de Bryan Forbes. Pour le film de Christopher Coppola, voir Deadfall.
Pour plus de détails, voir Fiche technique et Distribution.
Le chat croque les diamants (Deadfall) est un film britannique réalisé par Bryan Forbes, sorti en 1968.

## Synopsis
Trois cambrioleurs s'associent mais, après la réussite de leur coup, la jalousie sème la zizanie dans le groupe.

## Fiche technique
- Titre original : Deadfall
- Titre français : Le chat croque les diamants
- Réalisation : Bryan Forbes
- Photographie : Gerry Turpin
- Montage : John Jympson
- Pays d'origine :  Royaume-Uni
- Langue : Anglais
- Date de sortie : 1968
- Affiche : Raymond Elseviers (titre : La Souricière, Belgique)

## Distribution
- Michael Caine : Henry Stuart Clarke
- Giovanna Ralli : Fé Moreau
- Eric Portman : Richard Moreau
- David Buck : Salinas
- Leonard Rossiter : Fillmore
- Geraldine Sherman : la réceptionniste
- Carlos Pierre : Antonio
- Vladek Sheybal : Docteur Delgado
- Renata Tarrago : le guitariste
- Nanette Newman : la fille
- Philip Madoc : le directeur de la banque